# Adelphomyia pilifer
Adelphomyia pilifer är en tvåvingeart som först beskrevs av Alexander 1919.  Adelphomyia pilifer ingår i släktet Adelphomyia och familjen småharkrankar. Inga underarter finns listade i Catalogue of Life.